# Korson Veto
Il Korson Veto è una società pallavolistica maschile finlandese, con sede a Vantaa: milita nel campionato finlandese di Lentopallon Mestaruusliiga.

## Rosa 2018-2019
| N° | Nome             | Ruolo | Data di nascita   | Nazionalità sportiva |
| -- | ---------------- | ----- | ----------------- | -------------------- |
| 1  | Joona Väänänen   | P     | 24 aprile 1999    | Finlandia            |
| 2  | Lassi Nurminen   | C     | 1º settembre 1994 | Finlandia            |
| 4  | Antti Vallin     | O     | 5 aprile 1994     | Finlandia            |
| 5  | Atte Kyrölä      | L     | 27 luglio 1988    | Finlandia            |
| 6  | Leonardo Batista | S     | 9 dicembre 1987   | Brasile              |
| 7  | Atte Rissanen    | C     | 7 ottobre 1997    | Finlandia            |
| 8  | Pasi Hyvärinen   | L     | 22 novembre 1987  | Finlandia            |
| 9  | Karl Külaots     | O     | 28 dicembre 1993  | Finlandia            |
| 10 | Kalle Kattelus   | S     | 18 ottobre 1998   | Finlandia            |
| 11 | Thiago Maciel    | O     | 7 maggio 1988     | Brasile              |
| 12 | Toni Kankaanpää  | S     | 18 marzo 1984     | Finlandia            |
| 14 | Reynaldo Green   | O     | 27 aprile 1992    | Brasile              |
| 16 | Juho Kaunisto    | S     | 24 giugno 1998    | Finlandia            |
| 17 | Akseli Lankinen  | P     | 31 agosto 1997    | Finlandia            |
| 18 | Lauri Lehtonen   | C     | 1998              | Finlandia            |